# Chevron Cars
Chevron Cars Ltd – były brytyjski konstruktor samochodów wyścigowych oraz zespół wyścigowy założony w 1965 roku przez Dereka Bennetta z siedzibą w Bolton, nieopodal Londynu. Po śmierci Bennetta w 1978 roku firma działalność firmy została okrojona głównie do rozwoju już istniejących samochodów i budowy części zamiennych. Dyrektorem był wówczas Roger Andreason. W 2005 roku Vin Malkie reaktywował przedsiębiorstwo jako Chevron Racing Cars Ltd w pełnym zakresie działalności.
Na początku działalności Chevron stał się jednym z konstruktorów Formuły 2, Formuły 3, Formuły Ford, Brytyjskiej Formuły Atlantic oraz Formuły 5000. Powstały również plany budowy bolidu Formuły 1, lecz nie została ona ukończona na czas i po śmierci Benetta bolid ten był używany w Brytyjskiej Formule 1. W latach 70. i 80. przedsiębiorstwo prowadziło również własny zespół wyścigowy startujący między innymi w Europejskiej Formule 2 oraz w 24-godzinnym wyścigu Le Mans.
Obecnie Chevron specjalizuje się głównie dostarczaniem samochodów wyścigowych do wyścigów historycznych. Kontynuacja modelu Chevron B16 otrzymała homologację FIA i kwalifikuje się do wyścigów serii historycznych. Chevron opracował także model GR8 używany w British GT Championship